# Slow-tv
Slow-tv er en genre af tv-programmer, hvor en sædvanlig ting vises i sin fulde længde, typisk i flere timer eller endda døgn. Programmerne kan være både direkte og optaget på forhånd. Navnet kommer dels af programmernes lange varighed og dels af det ofte langsomme tempo i dem.
Slow-tv er oprindeligt et koncept fra kunstneren Andy Warhol film Sleep fra 1963, der viser digteren John Giorno sove i fem timer og tyve minutter. Ideen med at optage og sende dagligdags ting er senere blevet brugt i forskellige andre sammenhænge. For eksempel sendte canadiske Global Television Network fra 1986 til 1993 hver nat de tre programmer Night Walk, Night Ride and Night Moves, hvor en person går eller kører en tur gennem Toronto. Andre eksempler er førerrumsfilm, der viser turen af en given jernbane, sådan som lokomotivføreren ser det.
I nyere tid er begrebet blevet populariseret med norske NRK's optagelse og sending af hele den 7 timer lange togtur med Bergensbanen 27. november 2009 og en direkte udsendelse fra Hurtigrutens skib MS Nordnorge under dets 134 timer lange sejlads fra Bergen til Kirkenes fra 16 juni 2011. Begge programmer fik stor opmærksomhed i både norske og udenlandske medier og blev anset som en stor succes med seertalsrekord for NRK2. Efterfølgende har NRK lavet en række andre programmer under fællestitlen Minutt for minutt.
Andre tv-stationer og organisationer har også forsøgt sig med slow-tv. I 2015 og 2016 sendte britiske BBC Four således en række langsomme ture med for eksempel en kanalbåd eller en bus. I 2017 viste belgiske VRT sportsreporteren Ruben Van Gucht, der cyklede ruten for Flandern Rundt to dage før selve løbet. I Norge illustrerede Forbrukerrådet omfanget af kontraktvilkår for mobiltelefon-apps ved at streame en oplæsning af 30 sådanne dokumenter gennem mere end 24 timer i 2016.
Live transmission fra storkereden i Smedager er også et eksempel på slow-tv, det sendes døgnet rundt.